# Лютый зверь
Лютый зверь (англ. The Abysmal Brute) — повесть американского писателя Джека Лондона, написанная в 1911 году, и изданная в 1913. Писателю самому приходилось некоторое время зарабатывать на жизнь боксёрскими поединками, так что книга, как и другие его произведения, в некоторой степени автобиографична. Как и во многих своих работах, автор погружается в мир капитализма, алчности, жестокости и кровожадности шоу-бизнеса и общества в целом.

## Создание
К моменту написания романа в 1910 году Джек Лондон уже был известным писателем, но испытывал творческий кризис. Ему пришлось купить сюжет, основанный на очерке своего давнего поклонника и будущего лауреата Нобелевской премии Синклера Льюиса.
Помимо этого произведения, у писателя есть и другая «боксёрская» повесть: «Игра», которая вышла в 1905 году.

## Сюжет
К спортивному менеджеру по боксу Сэму Стюбнеру случайно попадает молодой и никому не известный боксёр Пат Глендон. Юноша очень амбициозен и намерен стать чемпионом в тяжёлом весе. Стюбнер, заметив в юнце спортивный талант, начинает организовывать встречи Глендона с более известными боксёрами. Бой за боем успех сопутствует Пату, но бои заканчиваются слишком быстро, так как новоиспечённый игрок побеждает оппонентов практически сразу, одним ударом. Тогда Стюбнер объясняет Глендону, что бокс — это шоу для толпы, которую нужно раззадорить и заинтриговать. Молодой боксёр в душе не согласен со своим менеджером, но вынужден подчиниться. Наконец, Пат Глендон становится невероятно известным, чтобы бросить вызов чемпионам. Близится финальный бой. В обществе поднимается колоссальный ажиотаж вокруг предстоящего события.